# سليم بولين
سليم بولين (بالإنجليزية: Salim Bullen)‏ هو لاعب كرة قدم أمريكي في مركز الوسط، ولد في 16 مارس 1984 في كوينز في الولايات المتحدة. لعب مع Portland Timbers (2001–2010) ‏.